# 塩狩峠一目千本櫻

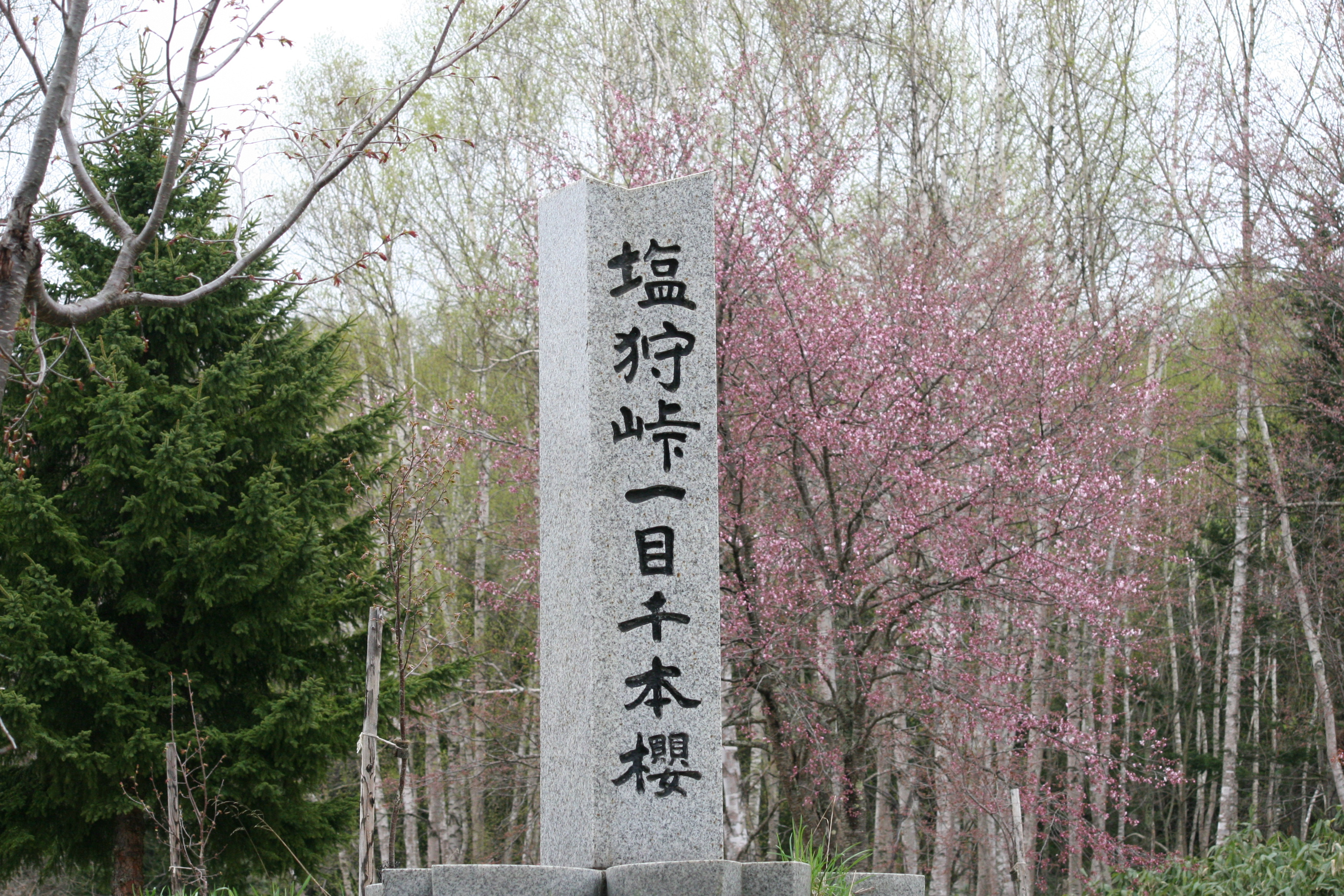
石碑の西面

塩狩峠一目千本櫻（しおかりとうげひとめせんぼんざくら）は、北海道和寒町字塩狩を中心としたオオヤマザクラ（エゾヤマザクラ）の樹林、およびその記念碑。

## 観光地化の経緯
1978年2月8日「塩狩峠一目千本桜推進懇談会」が発足する。構成11団体は、日本国有鉄道旭川鉄道管理局、旭川営林支局、旭川開発建設部、上川支庁、和寒町、比布町、旭川商工会議所、旭川観光協会、上川観光連盟、国土緑化推進委員会上川支部、和寒町観光協会だった。

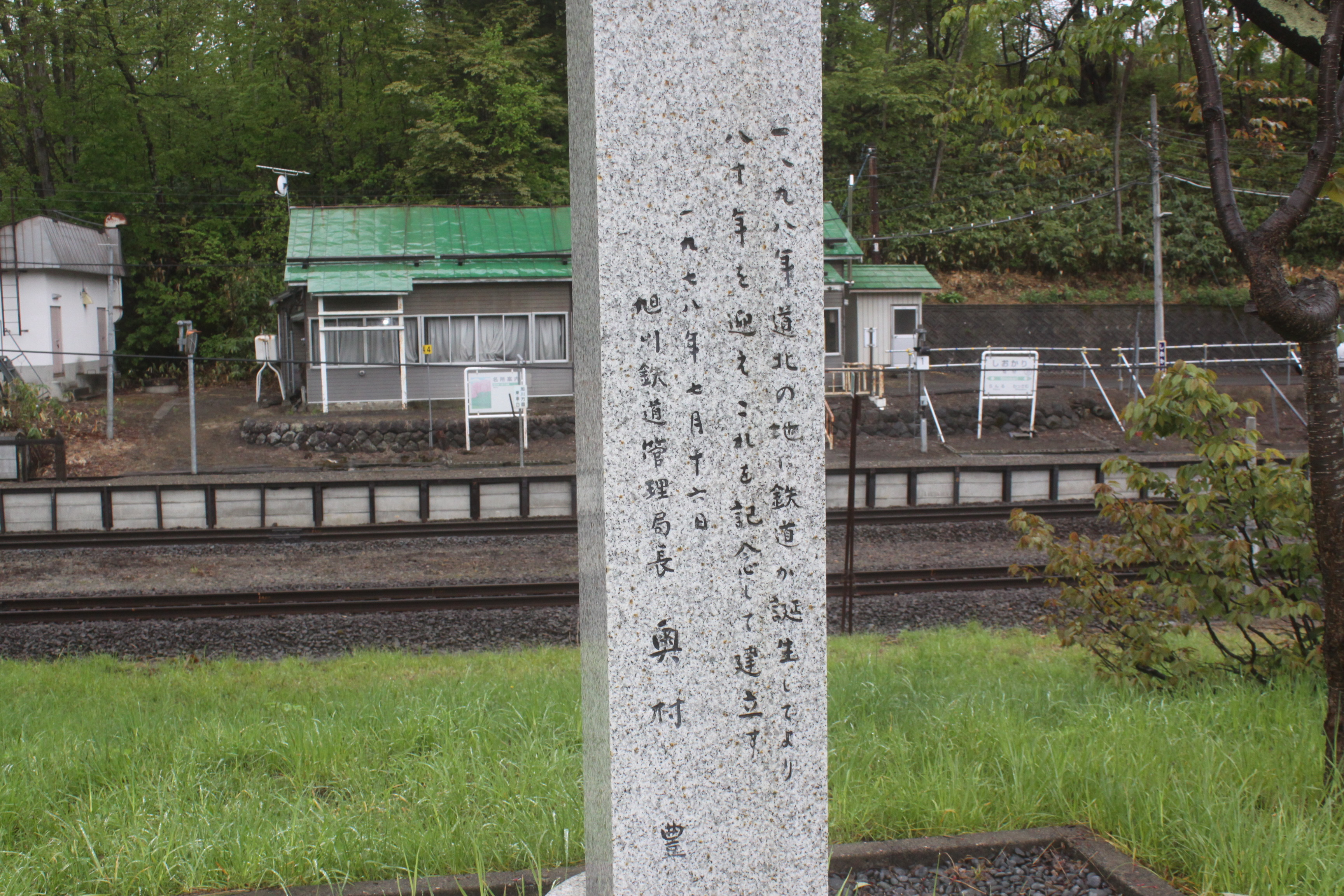
石碑の東面

懇話会の構想は、宗谷本線をはじめとして一帯をオオヤマザクラの名所にしようとするもので、見ごろの5月には、塩狩駅や塩狩峠記念館の周辺、国道40号、塩狩駅周辺と南丘森林公園を結ぶ和寒町の町道や、その町道と夫婦岩を結ぶ南丘林道でもサクラを見ることができる。サクラの本数については4000本ともいわれているが、和寒町のサイトでは1600本とされている。

## 石碑

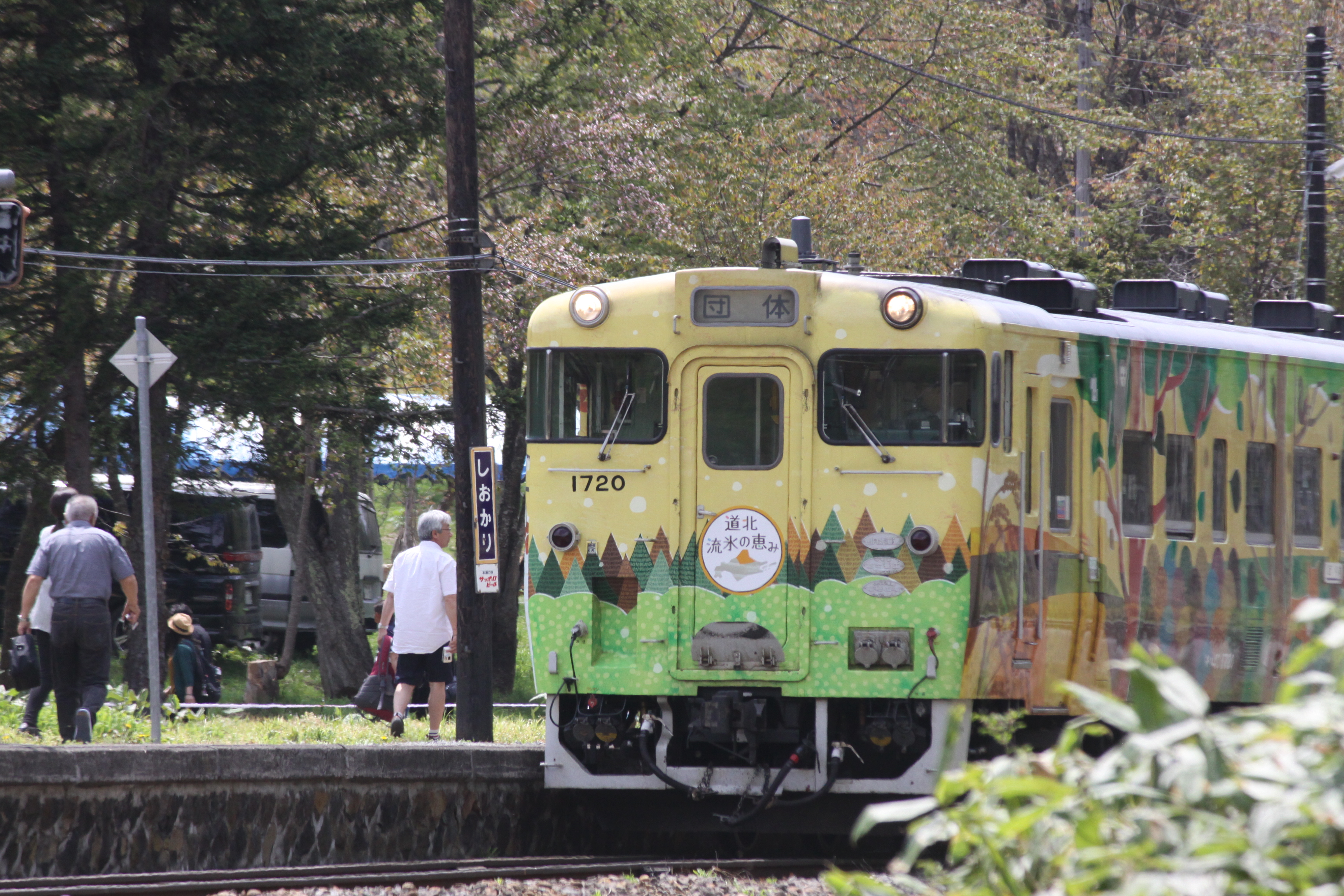
塩狩駅の花見列車

塩狩駅の東側には宗谷本線があり、その線路の東側に石碑がある。石碑の西面には「塩狩峠一目千本櫻」、東面には「一八九八年道北の地に鉄道が誕生してより八十年を迎えこれを記念して建立す　一九七八年七月十六日　旭川鉄道管理局長　奥村豊」と刻まれている。台座を見下ろすとサクラの花の形に見える。この石碑の東側に広がる東西約300m×南北約200mの一帯が徒歩でサクラを観賞する名所となっている。

## 花見列車
通称花見列車とも呼ばれる「臨時列車で行く塩狩峠で和寒ジンギスカンの旅」は、北海道旅客鉄道が主催し和寒町内の精肉店と和寒町観光協会が協力して実施される。2019年は22年目で、5月18、19日の2日間で約170人が参加した。2020年、2021年は開催を見合わせた。
2019年の往路は午前10時旭川駅発、同45分塩狩駅着。2両のうち1両(キハ40-1720)は「北海道の恵み」シリーズ「道北 流氷の恵み」のイラストを車両の外壁に貼ったラッピングトレインで2018年3月に登場した車両。ヘッドマークには「道北 流氷の恵み」を掲げた。
会場となる石碑の東側では、和寒ジンギスカンとドリンクの食べ飲み放題を楽しみ、抽選会の当選者には和寒ジンギスカンを贈呈。また、19日には旭川市を拠点に活動する「和太鼓　鼓楽」が14回目となる演奏を峠に響かせた。復路は午後1時31分塩狩駅発、同2時11分旭川駅着だった。